# Os Ricos Também Choram
Os Ricos Também Choram é uma telenovela brasileira que foi produzida e exibida pelo SBT de 18 de julho de 2005 a 14 de janeiro de 2006 em 152 capítulos. Substituiu Esmeralda e foi substituída pela novela mexicana Mariana da Noite.
Foi uma versão da telenovela mexicana Los ricos también lloran, exibida em 1979. Adaptada por Gustavo Reiz e Aimar Labaki, com colaboração de Marcos Lazarini, teve direção de Jacques Lagoa, Luiz Antônio Piá e Henrique Martins, com direção geral de David Grimberg e núcleo de Fernando Rancoletta.
Contou com as atuações de Thaís Fersoza, Márcio Kieling, Ludmila Dayer, Mika Lins, Françoise Forton, Jonas Bloch, Glauce Graieb e Flávia Monteiro nos papeis principais.

## Enredo
Fazenda São Pedro/SP, 1914. Quando o Coronel Evaristo Martins (Flávio Galvão) comanda um império de milhares de pés de café, apesar do "café" ser o maior produtor da região, ele é casado com a amarga Esther (Mika Lins), a qual nunca amou de verdade, mas acaba se apaixonando pela camponesa Esperança (Juliana Almeida), com quem vive um tórrido amor proibido. A moça descobre que está gravida e acaba morrendo ao dar à luz Mariana (Thaís Fersoza), que cresce na fazenda como uma órfã. Após 18 anos Mariana se tornou uma moça pobre e infeliz por nunca ter conhecido os pais, mas dona de uma beleza sem igual. Profundamente amargurado pela crise que assola o mercado cafeicultor no início da década de 1930, Evaristo comete suicídio, mas deixa em testamento metade de sua fortuna para a filha bastarda, a qual registra reconhecer. Ao descobrirem a verdade, Ester e sua filha, Sofia (Ludmila Dayer), expulsam Mariana da fazenda e se mudam para a cidade de Ouro Verde, onde tentam de toda forma desfazer o testamento antes que a moça o descubra.
Mariana acaba indo para Ouro Verde também, onde conhece o doce e bondoso Bernardo (Felipe Folgosi), que a ajuda e promete cuidar dela, lutando contra todos que tentarem prejudicá-la. Apesar de não ama-lo, Mariana fica encantada por ele e decide dar uma chance aos bons sentimentos do rapaz. Porém, alguns dias depois, ela conhece Alberto (Márcio Kieling), um conquistador que não se prende a mulher nenhuma e pretende usá-la também, mas a qual acaba se apaixonando e ela por ele. Antes que possa explicar a situação Bernardo apresenta a moça para a família como sua noiva. Nesta ocasião ela descobre que Alberto é, na verdade, irmão de Bernardo. Neste mesmo tempo explode a Revolução Constitucionalista de 1932 e Aberto parte para a guerra na tentativa de fugir dos sentimentos por Mariana e não magoar o o irmão, sem saber que ela está esperando por sua volta.
Bernardo e Alberto são filhos do Coronel Antônio Domingues (Jonas Bloch), um dos mais poderosos homens da cidade de Ouro Verde. A maior rivalidade do Coronel é Arabela Guedes (Françoise Forton), uma viúva forte e decidida, herdeira dos negócios e da política do seu falecido marido, que tem pretensão de concorrer com ele pela liderança da cidade, embora tenha dois filhos de caráter duvidoso, Pedro (Thierry Figueira) e Inês (Karla Tenório). Uma rivalidade temperada pelo amor que eles compartilharam na juventude, até o coronel se casar com Maria José (Glauce Graieb) após uma armação. Outro ponto crucial da cidade é a pensão de Dona Gênova (Marcela Muniz), que reúne os mais diversos tipos de pessoas, incluindo o médico Ulisses (Fernando Pavão) e os golpistas Samuel (Joaquim Lopes) e Hugo (Celso Bernini), que estão disfarçados como mulheres – Daphne e Josefina – para fugirem da polícia. É lá que Mariana vai morar e onde se torna grande amiga de Martina (Milena Toscano), que a ajuda a descobrir mais sobre seus pais e seu passado.

## Produção
A obra é um reboot de Los ricos también lloran, telenovela mexicana escrita por Inés Rodena, que também serviu de inspiração para a trama mexicana Maria do Bairro. A gravação era para ser iniciada em 2003, mas a emissora teve dificuldades de adquirir os direitos da novela, conseguindo-o apenas no final de 2004. Gustavo Reiz e Aimar Labaki ficaram responsáveis por escrever a versão brasileira, tendo ainda a supervisão de texto de Marcos Lazarini – originalmente a supervisão seria de Doc Comparato, que acabou sendo dispensado após diversos conflitos. O investimento no total, cerca de R$ 13 milhões.
As gravações começaram no dia 20 de maio de 2005 em uma fazenda em Amparo (130 km da capital paulista). Theodoro Cochrane e Sabrina Greve fizeram testes para o elenco, mas não passaram.

### Diferenças da original
Diferentemente da original mexicana, que se passava na atualidade, a versão foi adaptada como uma trama de época. Na sinopse original, os autores pretendiam ambientada-la na década de 1920 e abordar a Semana de Arte Moderna, a chegada do cinema ao Brasil, a expansão da fotografia e a ebulição que São Paulo estava passando. No entanto, como esses temas acabaram sendo abordados anteriormente na minissérie Um Só Coração, da Rede Globo, a equipe alterou a ambientação para os anos 1930 e mostrou a Crise de 1929 provocada pelo crash da bolsa de Nova Iorque, que atingiu as fazendas de café. Originalmente teria 167 capítulos, ao custo de aproximadamente R$ 75 mil cada um, mas para dar características mais nacionais, os nomes dos personagens foram trocados. O sobrenome da protagonista na versão mexicana seria Villareal, mas foi modificado para Martins na versão brasileira da telenovela.

## Controvérsias
Em junho de 2004, Doc Comparato tinha sido contratado pelo SBT como consultor de teledramaturgia. Promoveu oficinas de atores, adaptou o primeiro capítulo da telenovela e trabalhava no projeto de uma minissérie chamada O Palácio, mas devido a desentendimentos acabou demitido. Marcos Lazarini foi convocado a adaptar a trama em vez de Doc, mas o SBT o demitiu em 18 de março de 2005. Comparato foi "escoltado" por seguranças até a portaria da emissora, "Nunca fui tão humilhado, ofendido e repudiado. Tenho prêmios internacionais", disse. A emissora alegou justa causa por uma carta de rescisão por descumprimento contratual e cobrando do autor a multa contratual. O documento o acusa de se recusar a "promover a adaptação de novela" (Os Ricos Também Choram) e de provocar "dificuldades e conflitos de relacionamentos" com "discussões verbais" de "conteúdo ofensivo". Comparato negou que tenha se recusado a adaptar a novela, dizendo "é mentira, já entreguei dois capítulos", também afirmando que a crise foi causada pela falta de roteiristas que ele formou na emissora que foram para a Rede Record e que a contratação de Marcos Lazarini — vindo da Record e que no SBT foi o autor da adaptação de Seus Olhos — não foi de seu gosto.

## Exibição
Outras mídias
O +SBT lançou um desafio para que o público seguisse a conta no Instagram, para que a plataforma liberasse a novela. Se chegasse à 450 mil seguidores, eles iriam desbloquear a novela no streaming. Os Ricos Também Choram foi disponibilizada na plataforma no dia 8 de Setembro de 2024, na versão integral com os 152 capítulos. O anúncio foi feito pelo apresentador Celso Portiolli, no programa Domingo Legal.

## Elenco
| Intérprete         | Personagem                                   |
| ------------------ | -------------------------------------------- |
| Thaís Fersoza      | Mariana Teixeira / Mariana Martins Domingues |
| Márcio Kieling     | Alberto Domingues                            |
| Ludmila Dayer      | Sofia Ribeiro Martins                        |
| Mika Lins          | Esther Ribeiro Martins                       |
| Françoise Forton   | Arabela Guedes                               |
| Jonas Bloch        | Coronel Antônio Domingues                    |
| Glauce Graieb      | Maria José Domingues                         |
| Thierry Figueira   | Pedro Guedes                                 |
| Flávia Monteiro    | Olga Guedes                                  |
| Felipe Folgosi     | Bernardo Domingues                           |
| Karla Tenório      | Inês Guedes                                  |
| Nicola Siri        | Nino                                         |
| Joaquim Lopes      | Samuel Brandão / Daphne                      |
| Celso Bernini      | Hugo Brandão / Josefina                      |
| Milena Toscano     | Martina                                      |
| Fernando Pavão     | Dr. Ulisses Gava                             |
| Marcela Muniz      | Gênova Rios                                  |
| Magali Biff        | Otávia                                       |
| César Pezzuoli     | Salgado                                      |
| Patrícia Gasppar   | Tolosa                                       |
| Jiddu Pinheiro     | Agustin                                      |
| Phil Miler         | Adolfo Coimbra                               |
| Guilherme Trajano  | Luís Carlos                                  |
| Caio Romei         | Tony                                         |
| Ildi Silva         | Kemi                                         |
| Débora Gomez       | Regina                                       |
| Anastácia Custódio | Lia                                          |
| Carla Fioroni      | Nenê                                         |
| Graça Andrade      | Tiana                                        |
| Ana Fuser          | Solange                                      |
| Walter Cruz        | Juvenal                                      |
| Vanessa Guimarães  | Aparecida                                    |
| Nany di Lima       | Mira                                         |

### Participação especial
| Intérprete         | Personagem               |
| ------------------ | ------------------------ |
| Flávio Galvão      | Coronel Evaristo Martins |
| Juliana Almeida    | Esperança de Sá          |
| Rafinha Bastos     | Dr. Cardoso              |
| Manuela Duarte     | Joana                    |
| Ana Paula Vieira   | Rita                     |
| Fernando Neves     | Epitácio                 |
| Guga Dalla Vecchia | Ricardo                  |
| Edson Montenegro   | Aldeniy                  |

## Repercussão

### Audiência
Os Ricos também Choram atingiu 17 pontos em seu primeiro capítulo, 11 pontos a mais que o primeiro capítulo de sua antecessora, Esmeralda. A tática da emissora foi estrear a novela ás 21h e fugir do confronto com as "novela das sete" da RecordTV, que chegavam a marcar 20 pontos. No final da primeira semana, porém, a novela já marcava apenas 9 pontos e, gradativamente, foi caindo. Algumas semanas depois da estreia a trama havia se estabilizado entre 3 e 5 pontos apenas, tendo dificuldades também de fechar cotas de publicidade no horário. Por conta dos índices, o SBT resolveu encurtar a telenovela dos planejados 181 capítulos para 153. Em seu último capítulo alcançou 7 pontos. Teve média geral de 5 pontos, 8 a menos que a antecessora, que fechou com 13, sendo considerada um fracasso.

### Avaliação em retrospecto
Os Ricos também Choram teve uma avaliação negativa de público e crítica. A novela enfrentou o protesto de telespectadores que assistiram à versão original na década de 1980. A queixa mais constante do público é que o folhetim não segue o roteiro original e que as tramas paralelas criadas para dar tempero brasileiro ao enredo não surtiram efeito. O fato de transportar a história - originalmente ambientada em 1979 - para os anos 30 também não agradou. As críticas chegaram até mesmo na maquiagem, onde o uso de pó de arroz e o batom, que eram pesados na época em que se passa a trama, foram alvos de comentários do colunista da Veja, Ricardo Valladares, que escreveu, "Mulheres bonitas são um atrativo de qualquer novela. Essa regra de ouro parece ter sido esquecida pela direção de Os Ricos Também Choram, do SBT. Em vez de ressaltarem os encantos das atrizes do folhetim das 9 - e elas certamente os têm -, iluminação e maquiagem estão conspirando para enfeá-las. A emissora argumenta que na década de 30, quando se passa a história, era exatamente daquele jeito que as mulheres se vestiam e se pintavam. O pó-de-arroz e o batom eram pesados mesmo, e a novela só está oferecendo aos seus telespectadores uma reconstituição de época fiel. Louvável e verdadeiro - mas aí está um ponto em que um pouquinho de infidelidade não faria mal. Se a trama é dos anos 30, as atrizes não precisam dar a impressão de que nasceram todas naquela década. A mais prejudicada talvez seja Ludmila Dayer, que interpreta uma vilã, a arrogante Sofia. Há quem diga que ela pulou diretamente do papel de "Ninfa Bebê" - sua personagem ultra-sensual na novela Senhora do Destino, da Rede Globo - para o de "Ninfa Vovó". Detalhes às vezes fazem toda a diferença".

## Trilha sonora
Lista de faixas
| N.º | Título                      | Música            | Personagem | Duração |  |
| 1.  | "Pensando em Ti"            | Márcia            | Abertura   |         |  |
| 2.  | "Carinhoso"                 | Simone            | Mariana    |         |  |
| 3.  | "Smoke Get in Your Eyes"    | The Platters      |            |         |  |
| 4.  | "Sorri (Smile)"             | José Augusto      | Alberto    |         |  |
| 5.  | "Begin the beguine"         | Gal Costa         |            |         |  |
| 6.  | "Cabecinha no Ombro"        | Almir Sater       |            |         |  |
| 7.  | "Linda Flor"                | Jane Duboc        |            |         |  |
| 8.  | "Feitio de Oração"          | Ivan Lins         |            |         |  |
| 9.  | "Gavião Calçudo"            | Vânia Bastos      |            |         |  |
| 10. | "Carinhoso"                 | Pixinguinha       |            |         |  |
| 11. | "Conversa de Botequim"      | Moreira da Silva  |            |         |  |
| 12. | "What a Difference A Makes" | Dinah Washington  |            |         |  |
| 13. | "Nervos de Aço"             | Paulinho da Viola |            |         |  |
| 14. | "Stardust"                  | Nat King Cole     |            |         |  |

Tema de abertura
Márcia interpretou o tema de abertura "Pensando em Ti", cuja abertura recebeu o prêmio Promax realizado nos Estados Unidos.